# Ростоши (река)
Ростоши — сезонная река в России, протекает в Нефтегорском районе Самарской области. Левый приток реки Самары.

## География
Река берёт начало у села Филипповка. Течёт на северо по открытой местности. В среднем течении на реке образован пруд. Правый приток — река в овраге Ельцов. Устье реки находится восточнее села Бариновка в 111 км по левому берегу реки Самара, к западу от села Бариновка. Длина реки составляет 13 км.

## Данные водного реестра
По данным государственного водного реестра России относится к Нижневолжскому бассейновому округу, водохозяйственный участок реки — Самара от водомерного поста у села Елшанка до города Самара (выше города), без реки Большой Кинель, речной подбассейн реки — Подбассейн отсутствует. Речной бассейн реки — Волга от верховий Куйбышевского вдхр. до впадения в Каспий.
По данным геоинформационной системы водохозяйственного районирования территории РФ, подготовленной Федеральным агентством водных ресурсов:
- Код водного объекта в государственном водном реестре — 11010001112112100007606
- Код по гидрологической изученности (ГИ) — 112100760
- Код бассейна — 11.01.00.011
- Номер тома по ГИ — 12
- Выпуск по ГИ — 1